# 4-й Башкирский пехотный полк
4-й Башкирский пехотный (стрелковый) полк — военное формирование Башкирской армии во время Гражданской войны в России.

## История
4-й Башкирский пехотный полк был сформирован в городе Оренбурге из башкир Оренбургского уезда согласно приказу Башкирского военного совета от 18 июля 1918 года. Формированием полка занимался член Оренбургского военного отдела Правительством Башкурдистана штабс-капитан Касим Еникеев, позднее он назначен его командиром.
Так как Оренбург располагался далеко от тогдашнего военно-политического центра Башкурдистана — города Челябинска, то полномочия Башкирского Правительства по военно-организационным вопросам передавались Оренбургскому военному отделу. Данный отдел занимался формированием 4-го полка и его укомплектованием офицерскими кадрами, обмундированием, вооружением и снаряжением. 4-й Башкирский пехотный полк вошёл в состав 2-й Башкирской пехотной дивизии.
В конце сентября 1918 года полк участвовал во взятии города Орска. В октябре-ноябре 1918 года 4-й Башкирский стрелковый полк принимал участие в сражениях против Красной Армии на Актюбинском фронте. С декабря 1918 года в составе 1-й Башкирской стрелковой дивизии участвовал в боях против 1-й армии РККА.
В феврале 1919 года, после перехода Башкирского Правительства и армии на сторону Советской власти, полк был расформирован.

## Командиры
- Касим Еникеев (июль 1918 года — февраль 1919 года)
- Байрашевский (с февраля 1919 года)